# Імператор Конін
Імператор Ко́нін (яп. 光仁天皇, こうにんてんのう, конін тенно; 18 листопада 709 — 11 січня 782) — 49-й Імператор Японії, синтоїстське божество. Роки правління: 23 жовтня 770 — 30 квітня 781.
Був онуком імператора Тендзі, сином принца Сьокі та Кі но Тоті-хіме. Замолоду звався принц Сіракабе. Одружився з принцесою Іное, донькою імператора Сьому.
770 року після смерті імператриці Сьотоку чернець Докьо спробував захопити трон, але цьому завадив Фудзівара но Накамаро. Невдовзі за підтримки останнього зайняв трон, незважаючи на спротив впливового міністра Кібі но Макібі, що підтримував кандидатуру принца Тіну, онука імператора Темму. Того ж року оголосив сина — принца Осабе — спадкоємцем трону. 772 року замінив останнього на принца Ямабе. 773 року звинуватив імператрицю Іное та принца сабе у вбивстві своєї сестри принцеси Наніви через прокляття, внаслідок чого позбавив цих двох звань, перевів до стану простолюдинів та відправив під арешт у провінцію Ямато.
Протягом 776—777 року країну охопили різні стихійни лиха. 777 року тяжко захворів імператор та його спадкоємець. У квітні 780 року відправлено військо на чолі із сейї-сьоґуном Фудзівара но Цуґінавою для придушення повстання племені ебісу, одного з народів еміші.
У лютому 781 року його фізичний та розумовий стан різко погіршився, внаслідок чого у квітні зрікся влади на користь свого сина — принца Ямабе, що став відомий як імператор Камму.